# Mommie Beerest
Mommie Beerest, llamado Tabernísima Mamá en España y La señorita Cerveza en Hispanoamérica, es el séptimo episodio de la decimosexta temporada de la serie de televisión animada Los Simpson, emitido originalmente el 30 de enero de 2005. El episodio fue escrito por Michael Price y dirigido por Mark Kirkland. Marge comienza a trabajar con Moe en la taberna y Homero empieza a temer que este se la quite.

## Sinopsis
La familia Simpson come en un restaurante para celebrar que Homer al fin ha pagado la hipoteca de su casa. No obstante, Bart y Lisa comienzan a pelearse usando la comida, dando un espectáculo. Homer, indignado, deja la mesa.
Más tarde, en el bar de Moe, Homer se lamenta y se pregunta por qué tuvo hijos. Entonces entra en el bar un inspector de sanidad, que resulta ser un viejo amigo de Moe que por esa razón da siempre el visto bueno en sus informes. Sin embargo, mientras realiza una inspección prueba uno de los huevos conservados que hay en el tarro de la barra, y muere debido a ello.
La semana siguiente, un nuevo inspector finalmente ordena el cierre de la taberna hasta que Moe pueda pagar el arreglo de todas las deficiencias. Poco después tiene lugar un funeral de la taberna al que asisten los springfieldianos más habituales, tras el cual Homer promete a Moe que le ayudara económicamente. Homer así lo hace, teniendo que hipotecar de nuevo su casa para conseguir el dinero.
Marge se entera de lo ocurrido, y al darse cuenta de que ahora es propietaria del bar de Moe, decide trabajar allí hasta recuperar el dinero. Homer se ve privado entonces de tomar una cerveza después de salir del trabajo, puesto que Marge le ordena que vaya a casa a cuidar de los niños. Marge sugiere a Moe transformar el bar en un pub inglés. Moe acepta y el éxito es inminente, mientras Homer empieza a preocuparse por el tiempo que pasan su amigo y su mujer juntos.
Sus sospechas son confirmadas por Lenny y Carl, quienes llevan a Homer hasta Rascapiquilandia para confirmar rotundamente que su esposa y Moe están teniendo una relación amorosa.
Una noche, Marge explica a Homer que ella y Moe van a asistir a un congreso de propietarios de tabernas y restaurantes en Aruba. La fantasía de Homer empieza a pensar lo peor.
Llegado el día, Homer ve cómo Moe, con sus mejores galas, se marcha con Marge en un taxi hacia el aeropuerto. Alentado por Lisa, decide seguirlos, pero es detenido por el jefe de Policía Wiggum por circular a gran velocidad. Homer explica su situación, y el policía decide llevarle él mismo para salvar su matrimonio.
Mientras tanto, ya en el avión, Moe se declara a Marge, quien asaltada por la sorpresa no sabe qué decir. Homer entra por el WC al avión y discute con Moe, pero este decidido a no darse por vencido le demuestra saber mucho más sobre Marge que él, por lo que se da como derrotado y se va a otra parte del avión. Marge dice a Moe que ella ama a Homer y va con este a darle ánimos.
Ya en Aruba, Moe deprimido se tumba en la arena de la playa, esperando que la marea le lleve. Sin embargo, tan solo consigue que una gran ola le traiga una manta que se le adhiere y le pega coletazos. Homer y Marge llegan junto a él, y esta le explica que podría conseguir a la chica que quisiera si se duchara, se afeitara y no dijera tacos entre dientes. Entonces Moe revela un detalle: Marge y él deben compartir cama en el hotel, debido a un "error" (provocado por él mismo). Como solución, Homer y Moe se ven obligados a dormir ellos dos juntos, mientras ella lo hace en el sofá. De repente, Marge se acuerda de sus hijos, a los que nadie está cuidando. Estos se encuentran sobrevolando París en globo, como parte de una competición.